# حسن نراقی
حسن نراقی (زادهٔ اردیبهشت ۱۳۲۳ – درگذشته ۲ آذر ۱۳۹۹) پژوهشگر ایرانی بود که بیشتر به دلیل آثارش در زمینه جامعه‌شناسی غیرآکادمیک شناخته‌شده است. مهم‌ترین اثر او «جامعه‌شناسی خودمانی» است که در سال ۱۳۹۹ به چاپ سی و سوم رسید.
نراقی در دوم آذر ۱۳۹۹ درگذشت.

## نقد کتاب «جامعه‌شناسی خودمانی»
کارگروه جامعه‌شناسی مردم‌مدار در انجمن جامعه‌شناسی ایران، روز ۲۰ آذر ۱۳۹۰، جلسه‌ای برای نقد و بررسی کتاب «جامعه‌شناسی خودمانی» با حضور حمیدرضا جلایی‌پور، بهزاد دوران، غلامرضا اربابی و رحمت‌الله صدیق سروستانی برگزار کرد. نقد جلایی‌پور آن است که «این کتاب ربطی به کاربرد مطالب رشته جامعه‌شناسی ندارد، ولی نویسنده سعی کرده است از نام جامعه‌شناسی استفاده کند. به عبارت دیگر، همان نقد اخلاقی که نویسنده، ایرانیان را به آن متهم می‌کند، خودش هم گرفتار آن است.» اربابی معتقد است «نویسنده حل مسائل را در اراده تک‌تک افراد برای حل مشکل معرفی می‌کند. این رویکرد، رویکردی ماقبل جامعه‌شناسی و شبیه به مباحث دورکیم و تارد است … به نظر من این رویکرد، رویکردی محافظه‌کارانه است که به مذاق اصحاب قدرت هم خوش می‌آید، زیرا تمام مشکلات موجود را بر گردن خود مردم می‌اندازد.»